# Torneo Supercup 1995
Il Torneo Supercup 1995 si è svolto nel 1995, nella città di Berlino.

## Squadre partecipanti
1. Croazia
2. Francia
3. Germania
4. Israele

## Classifica
| Pos. | Team     |
| ---- | -------- |
| 1    | Croazia  |
| 2    | Francia  |
| 3    | Germania |
| 4    | Israele  |